# Gyula Kristó
Gyula Kristó (11 de julio de 1939 - 24 de enero de 2004) fue un historiador húngaro y miembro de la Academia de Ciencias de Hungría.

## Biografía
Gyula Kristó nació en Orosháza el 11 de julio de 1939. Estudió en la Universidad József Attila de Szeged entre 1957 y 1962.

## Premios
- Por los 1300 años de Bulgaria (1981)
- Premio Albert Szentgyörgyi (1994)

## Obras
- A vármegyerendszer kialakulása Magyarországon (1988)
- A magyar állam megszületése (1995)